# 王辅臣
王輔臣（？—1681年），山西大同人，綽號「西路馬鷂子」，本為李姓。軍人，本反清，後投降清朝被任用陝西提督，又響應三藩之亂反清，破蘭州，受周培公招降，投降於康熙帝。後畏罪自殺。

## 生平
早年追隨姐夫劉某參加農民軍，嗜賭，一擲千金，後為王進朝誼子，改姓王。隨明末山西大同守將姜瓖反清，縱橫馳騁，清軍直呼：“馬鷂子至矣。”攝政王多爾袞兩次親征未能奏效，王輔臣因而一戰成名。不久投降于阿濟格，免于被誅，沒入辛者庫為奴。
多爾袞死後，輔臣獲得順治帝重用，監軍洪承疇部，後洪承疇保舉王做總兵官；平西王吳三桂極力籠絡，以後王輔臣跟隨吳三桂入緬甸，擒獲南明永曆帝。康熙帝即位後，調王輔臣為陝西提督，鎮守平涼。
三藩之亂兵起，吳三桂給王輔臣信，請他出任總管大將軍，當時康熙帝囑咐王輔臣和張勇統領陝西軍務，王輔臣沒有和張勇打招呼，就讓兒子王繼貞把吳三桂的招降書送給了康熙帝，康熙帝見信後大喜，封王繼貞為太僕寺卿。張勇的軍功本來在王輔臣之上，就此和王輔臣心生嫌隙。四川提督鄭蛟麟因為響應吳三桂的叛亂，康熙帝遣大學士莫洛兼任為陝西經略，賦予他全權調動秦晉的兵馬，王輔臣之前和莫洛有過節，而莫洛和張勇關係又好，莫洛一開始對王輔臣就處處掣肘。
康熙十三年（1674年）十二月，王輔臣叛於寧羌州，攻擊莫洛軍營，混亂中莫洛被一箭封喉而死。莫洛被殺，四方震動，人心動搖，康熙帝讓王繼貞回去給他父親王輔臣說朝廷既往不咎，希望王輔臣迷途知返。王輔臣先後攻破蘭州等地，秦隴危急。豫親王多鐸之子董額用兵無方，攻平涼八個月不下，康熙帝請圖海出前往陝西平叛。康熙十五年（1676年），正式任命圖海為撫遠大將軍，皇帝在太和殿親授印信，圖海號令全軍：“仁義之師，先招撫，後攻伐。今奉天威討叛豎，無慮不克。顧城中生靈數十萬，覆巢之下，殺戮必多。當體聖主好生之德，俟其向化。”同年五月攻克虎山墩，平涼震動。周培公攻心為上，招降王輔臣。六月七日，陝西的王輔臣和福建的耿精忠先後投降清朝。
王輔臣投降後，康熙帝仍然給王輔臣太子太保的封號，授靖寇將軍，命令和圖海一起鎮守漢中，王輔臣內不自安，曾經自殺了一次。康熙帝嚴令圖海看護王輔臣。康熙二十年（1681年）七月，康熙帝召圖海攜王輔臣還北京，王輔臣知難免死罪，遣散妻妾，以毒酒自鴆。